# Caconda burri
Caconda burri är en insektsart som beskrevs av Kevan, D.K.M. 1951. Caconda burri ingår i släktet Caconda och familjen Pyrgomorphidae. Inga underarter finns listade i Catalogue of Life.